# Parrot Cay
Parrot Cay ist eine kleine Insel in der Kette der westlichen Caicos-Inseln. Sie gehört politisch zum britischen Überseegebiet der Turks- und Caicosinseln und ist heute in Privatbesitz.
Die Insel ist die östlichste einer Gruppe von etwa 20 flachen Sandinseln, die zwischen der Westküste von North Caicos und der Nordostküste von Providenciales liegen.
Parrot Cay besteht im Grunde nur aus einer Hotelanlage im Norden. 
Die südöstlichen Teile der Insel sind weitgehend versumpft; an der Nord- und der Westküste finden sich schmale Badestrände und kleinere touristische Einrichtungen.